# Списък на германски канцлери
Канцлер на Германия е политическа длъжност на ръководител на Федералното правителство на Германия. Длъжностното лице предлага за избор всички членове в правителството, председателства заседанията на кабинета.
Постът е създаден по времето на Северногерманския съюз през 1867 година, когато Ото фон Бисмарк става първи канцлер. С Обединението на Германия през 1871 година, се създава единна общогерманска национална държава и името на поста се променя на „канцлер на Германия“. Ото фон Бисмарк е човекът, които най-дълго заема поста канцлер – до 1890 година.
Първоначално, канцлера е отговарял пред императора, но след конституционната реформа от 1918 година, на парламента се дава право да отстрани канцлера от заеманата длъжност. Съгласно конституцията на Ваймарската република, канцлерът се назначава лично от президента. Конституцията не се следва по времето на Нацистка Германия. Основният закон на Федерална република Германия от 1949 година прави канцлерския пост най-важния в рамките на националната държава, като намалява властта на президента.
На немски „Бундесканцлер“ (Bundeskanzler) е титлата на човека заемащ поста по времето на Северногерманския съюз, „Райхсканцлер“ (Reichskanzler) е титлата от обединението до повторното променяне на титлата в „Бундесканцлер“ през 1949 година.

## Северногерманска конфедерация (1867 – 1871: бундесканцлер)
| Портрет | Портрет | Име (Роден-Починал)                | Продължителност на мандата | Продължителност на мандата | Продължителност на мандата | Политическа партия |
| Портрет | Портрет | Име (Роден-Починал)                | Встъпил в длъжност         | Напуснал длъжност          | Дни                        | Политическа партия |
| ------- | ------- | ---------------------------------- | -------------------------- | -------------------------- | -------------------------- | ------------------ |
|         |         | Граф Ото фон Бисмарк (1815 – 1898) | 1 юли 1867                 | 16 април 1871              | 1385                       | (Консервативна)    |

## Германска империя (1871 – 1918: райхсканцлер)
| Портрет | Портрет | Име (Роден-Починал)                                 | Продължителност на мандата | Продължителност на мандата | Продължителност на мандата | Политическа партия                |
| Портрет | Портрет | Име (Роден-Починал)                                 | Встъпил в длъжност         | Напуснал длъжност          | Дни                        | Политическа партия                |
| ------- | ------- | --------------------------------------------------- | -------------------------- | -------------------------- | -------------------------- | --------------------------------- |
|         |         | Принц Ото фон Бисмарк (1815 – 1898)                 | 21 март 1871               | 20 март 1890               | 6939                       | (Консервативна)                   |
|         |         | Граф Лео фон Каприви (1831 – 1899)                  | 20 март 1890               | 26 октомври 1894           | 1681                       | (Либерална)                       |
|         |         | Принц Хлодвиг цу Хоенлое-Шилингсфюрст (1819 – 1901) | 29 октомври 1894           | 17 октомври 1900           | 2179                       | (Либералконсервативна)            |
|         |         | Принц Бернхард фон Бюлов (1849 – 1929)              | 17 октомври 1900           | 14 юли 1909                | 3192                       | (Консервативна)                   |
|         |         | Теобалд фон Бетман-Холвег (1856 – 1921)             | 14 юли 1909                | 13 юли 1917                | 2921                       | (Либерална)                       |
|         |         | Георг Михаелис (1857 – 1936)                        | 14 юли 1917                | 1 ноември 1917             | 110                        | Безпристрастен                    |
|         |         | Граф Георг фон Хертлинг (1843 – 1919)               | 1 ноември 1917             | 30 септември 1918          | 333                        | Център                            |
|         |         | Принц Максимилиан фон Баден (1867 – 1929)           | 3 октомври 1918            | 9 ноември 1918             | 37                         | (Либерална)                       |
|         |         | Фридрих Еберт (1871 – 1925)                         | 9 ноември 1918             | 11 февруари 1919           | 94                         | Социалдемократическа партия (SPD) |

## Революционен период (1918 – 1919)
На 9 ноември 1918 г. канцлер Макс фон Баден предава поста си на Фридрих Еберт. Еберт, който продължил службата си на ръководител на правителството в продължение на три месеца, между края на Германската империя през ноември 1918 г. и Първото народно събрание през февруари на следващата година, не прилага титлата канцлер в службата си.
Освен това Еберт също така служил и като председател на Съвета на Народната Делегация, воден до 29 декември 1918 г. заедно с Независимия социалдемократ Хуго Хас.

## Ваймарска република (1919 – 1933: райхсканцлер)
| Портрет                   | Портрет      | Име (Роден-Починал)                         | Продължителност на мандата | Продължителност на мандата | Продължителност на мандата | Политическа партия                | Кабинет                           | Райхстаг          |
| Портрет                   | Портрет      | Име (Роден-Починал)                         | Встъпил в длъжност         | Напуснал длъжност          | Дни                        | Политическа партия                | Кабинет                           | Райхстаг          |
| ------------------------- | ------------ | ------------------------------------------- | -------------------------- | -------------------------- | -------------------------- | --------------------------------- | --------------------------------- | ----------------- |
|                           |              | Филип Шайдеман (1865 – 1939)                | 13 февруари 1919           | 20 юни 1919                | 127                        | Социалдемократическа партия (SPD) | Шайдеман SPD–DDP–Z                | Учр. Съб. (1919)  |
|                           |              | Густав Бауер (1870 – 1944)                  | 21 юни 1919                | 26 март 1920               | 279                        | Социалдемократическа партия (SPD) | Густав SPD–DDP–Z                  | Учр. Съб. (1919)  |
|                           |              | Херман Мюлер (1-ви семестер) (1876 – 1931)  | 27 март 1920               | 8 юни 1920                 | 73                         | Социалдемократическа партия (SPD) | Мюлер I SPD–DDP–Z                 | Учр. Съб. (1919)  |
|                           |              | Константин Ференбах (1852 – 1926)           | 25 март 1920               | 4 юни 1921                 | 313                        | Център                            | Ференбах Z–DDP–ДФП                | 1 (1920)          |
|                           |              | Йозеф Вирт (1879 – 1956)                    | 10 май 1921                | 14 ноември 1922            | 553                        | Център                            | Йозеф Вирт I Z–SPD–DDP            | 1 (1920)          |
| Йозеф Вирт II Z–SPD–DDP   |              | Йозеф Вирт (1879 – 1956)                    | 10 май 1921                | 14 ноември 1922            | 553                        | Център                            |                                   | 1 (1920)          |
|                           |              | Вилхелм Куно (1876 – 1933)                  | 22 ноември 1922            | 12 август 1923             | 263                        | Безпартиен                        | Куно Безп.–DVP–DDP–Z–BVP          | 1 (1920)          |
|                           |              | Густав Щреземан (1878 – 1929)               | 13 август 1923             | 30 ноември 1923            | 109                        | Немска народна партия (DVP)       | Щреземан I DVP–SPD–Z–DDP          | 1 (1920)          |
| Щреземан II DVP–SPD–Z–DDP |              | Густав Щреземан (1878 – 1929)               | 13 август 1923             | 30 ноември 1923            | 109                        | Немска народна партия (DVP)       |                                   | 1 (1920)          |
|                           |              | Вилхелм Маркс (1-ви семестър) (1863 – 1946) | 30 ноември 1923            | 15 януари 1925             | 412                        | Център                            | Маркс I Z–DVP–BVP–DDP             | 1 (1920)          |
| Маркс II Z–DVP–DDP        | 2 (май 1924) | Вилхелм Маркс (1-ви семестър) (1863 – 1946) | 30 ноември 1923            | 15 януари 1925             | 412                        | Център                            |                                   |                   |
|                           |              | Ханс Лутер (1879 – 1962)                    | 15 януари 1925             | 12 май 1926                | 482                        | Немска народна партия (DVP)       | Лутер I DVP–DNVP–Z–DDP–BVP        | 3 (декември 1924) |
| Лутер II DVP–Z–DDP–BVP    |              | Ханс Лутер (1879 – 1962)                    | 15 януари 1925             | 12 май 1926                | 482                        | Немска народна партия (DVP)       |                                   | 3 (декември 1924) |
|                           |              | Вилхелм Маркс (2-ри семестър) (1863 – 1946) | 17 май 1926                | 12 юни 1928                | 757                        | Център                            | Маркс III Z–DVP–DDP–BVP           | 3 (декември 1924) |
| Маркс IV Z–DNVP–DVP–BVP   |              | Вилхелм Маркс (2-ри семестър) (1863 – 1946) | 17 май 1926                | 12 юни 1928                | 757                        | Център                            |                                   | 3 (декември 1924) |
|                           |              | Херман Мюлер (2-ри семестър) (1876 – 1931)  | 28 юни 1928                | 27 март 1930               | 637                        | Социалдемократическа партия (SPD) | Херман Мюлер II SPD–DVP–DDP–Z–BVP | 4 (1928)          |
|                           |              | Хайнрих Брюнинг (1885 – 1970)               | 30 март 1930               | 30 май 1932                | 792                        | Център                            | Брюнинг I Z–DDP–DVP–Econ–BVP–KVP  | 4 (1928)          |
| 5 (1930)                  |              | Хайнрих Брюнинг (1885 – 1970)               | 30 март 1930               | 30 май 1932                | 792                        | Център                            | Брюнинг I Z–DDP–DVP–Econ–BVP–KVP  |                   |
| Брюнинг II Z–BVP–KVP–CLV  |              | Хайнрих Брюнинг (1885 – 1970)               | 30 март 1930               | 30 май 1932                | 792                        | Център                            |                                   |                   |
|                           |              | Франц фон Папен (1879 – 1969)               | 1 юни 1932                 | 17 ноември 1932            | 169                        | Център до 3 юни 1932 Безпартиен   | Папен Безп.–DNVP                  | 6 (юли 1932)      |
|                           |              | Курт фон Шлайхер (1882 – 1934)              | 3 декември 1932            | 28 януари 1933             | 57                         | Безпартиен                        | Шлайхер Безп.–DNVP                | 7 (ноември 1932)  |

На 3 ноември 1923 година Германската социалдемократическа партия се оттегля от кабинета на Щреземан, а 2 години по-късно и от първия кабинет на Лутер.

## Нацистка Германия (1933 – 1945: райхсканцлер)
| Портрет          | Портрет | Име (Роден-Починал)                                                    | Продължителност на мандата | Продължителност на мандата | Продължителност на мандата | Политическа партия                                            | Кабинет                       | Райхстаг      |
| Портрет          | Портрет | Име (Роден-Починал)                                                    | Встъпил в длъжност         | Напуснал длъжност          | Дни                        | Политическа партия                                            | Кабинет                       | Райхстаг      |
| ---------------- | ------- | ---------------------------------------------------------------------- | -------------------------- | -------------------------- | -------------------------- | ------------------------------------------------------------- | ----------------------------- | ------------- |
|                  |         | Адолф Хитлер (1889 – 1945)                                             | 30 януари 1933             | 30 април 1945              | 4473                       | Националсоциалистическа германска работническа партия (NSDAP) | Хитлер NSDAP–DNVP§            | 8 (март 1933) |
| 9 (ноември 1933) |         | Адолф Хитлер (1889 – 1945)                                             | 30 януари 1933             | 30 април 1945              | 4473                       | Националсоциалистическа германска работническа партия (NSDAP) | Хитлер NSDAP–DNVP§            |               |
| 10 (1936)        |         | Адолф Хитлер (1889 – 1945)                                             | 30 януари 1933             | 30 април 1945              | 4473                       | Националсоциалистическа германска работническа партия (NSDAP) | Хитлер NSDAP–DNVP§            |               |
| 11 (1938)        |         | Адолф Хитлер (1889 – 1945)                                             | 30 януари 1933             | 30 април 1945              | 4473                       | Националсоциалистическа германска работническа партия (NSDAP) | Хитлер NSDAP–DNVP§            |               |
|                  |         | Йозеф Гьобелс (1897 – 1945)                                            | 30 април 1945              | 1 май 1945                 | 1                          | Националсоциалистическа германска работническа партия (NSDAP) | (няма свикан кабинет)         | —             |
|                  |         | Луц Шверин фон Крозиг (1887 – 1977) (Управляващ министър на Фленсбург) | 2 май 1945                 | 23 май 1945                | 21                         | Няма (безпартиен консерватор)                                 | Шверин фон Крозиг безп.–NSDAP | —             |

§ През 1933 г. Германската национална народна партия (DNVP) се разпада, а нейните министри се присъединяват към НСДАП.

## Федерална република (от 1949 г.: бундесканцлер)
През 1949 г. били създадени две отделни държави, известни като Федерална република Германия (ФРГ) (друго име: Западна Германия) и Германска демократична република (ГДР) (друго име: Източна Германия). Списъкът по-долу показва Канцлери от Федералната република; правителството на Източна Германия се оглавява от председателя на Съвета на министрите. През 1990 г. Източна Германия се присъединява към Федерална република Германия.
| № | Портрет | Име (Роден-Починал)               | Продължителност на мандата (Дни на длъжност)    | Политическа партия       | Кабинет                             | Кабинет                              | Кабинет                            | Бундестаг                        |
| № | Портрет | Име (Роден-Починал)               | Продължителност на мандата (Дни на длъжност)    | Политическа партия       | №                                   | Период                               | Управляваща коалиция               | Бундестаг                        |
| - | --- | --------------------------------- | ----------------------------------------------- | ------------------------ | ----------------------------------- | ------------------------------------ | ---------------------------------- | -------------------------------- |
| 1 | | Конрад Аденауер (1876 – 1967)     | 15 септември 1949 – 16 октомври 1963 (5144 дни) | Християндемократ (ХДС)   | I                                   | 20 септември 1949 – 20 октомври 1953 | CDU/CSU – СДП – DP                 | 1 (1949)                         |
| 1 | II | Конрад Аденауер (1876 – 1967)     | 15 септември 1949 – 16 октомври 1963 (5144 дни) | Християндемократ (ХДС)   | 20 октомври 1953 – 29 октомври 1957 | CDU/CSU – СДП/FVP 3– DP              | 2 (1953)                           |                                  |
| 1 | III | Конрад Аденауер (1876 – 1967)     | 15 септември 1949 – 16 октомври 1963 (5144 дни) | Християндемократ (ХДС)   | 29 октомври 1957 – 14 ноември 1961  | CDU/CSU – DP 4                       | 3 (1957)                           |                                  |
| 1 | IV | Конрад Аденауер (1876 – 1967)     | 15 септември 1949 – 16 октомври 1963 (5144 дни) | Християндемократ (ХДС)   | 14 ноември 1961 – 13 декември 1962  | CDU/CSU – СДП                        | 4 (1961)                           |                                  |
| 1 | V | Конрад Аденауер (1876 – 1967)     | 15 септември 1949 – 16 октомври 1963 (5144 дни) | Християндемократ (ХДС)   | 14 декември 1962 – 11 октомври 1963 | CDU/CSU – СДП                        | 4 (1961)                           |                                  |
| 1 | Основател на Федералната република, Аденауер води консервативна и прозападна политика.                                                    | Конрад Аденауер (1876 – 1967)     |                                                 |                          |                                     |                                      | 4 (1961)                           |                                  |
| 2 | | Лудвиг Ерхард (1897 – 1977)       | 16 октомври 1963 – 1 декември 1966 (1142 дни)   | Християндемократ (ХДС)   | I                                   | 17 октомври 1963 – 26 декември 1965  | 4 (1961)                           | CDU/CSU – СДП 5                  |
| 2 | II | Лудвиг Ерхард (1897 – 1977)       | 16 октомври 1963 – 1 декември 1966 (1142 дни)   | Християндемократ (ХДС)   | 26 октомври 1965 – 30 ноември 1966  | 5 (1965)                             |                                    | CDU/CSU – СДП 5                  |
| 2 | Като министър на икономиката, Ерхард ръководи Wirtschaftswunder, преди тригодишния му мандат на Канцлер.                                  | Лудвиг Ерхард (1897 – 1977)       |                                                 |                          |                                     | 5 (1965)                             |                                    |                                  |
| 3 | | Курт Георг Кизингер (1904 – 1988) | 1 декември 1966 – 21 октомври 1969 (1055 дни)   | Християндемократ (ХДС)   | I                                   | 5 (1965)                             | 1 декември 1966 – 21 октомври 1969 | CDU/CSU – ГСДП (Голяма коалиция) |
| 3 | Кизингер е начело на Голямата Федерална републиканска коалиция.                                                                           | Курт Георг Кизингер (1904 – 1988) |                                                 |                          |                                     |                                      |                                    |                                  |
| 4 | | Вили Бранд (1913 – 1992)          | 21 октомври 1969 – 7 май 1974 (1659 дни)        | Социалдемократ (ГСДП)    | I                                   | 22 октомври 1969 – 15 декември 1972  | ГСДП – СДП                         | 6 (1969)                         |
| 4 | II | Вили Бранд (1913 – 1992)          | 21 октомври 1969 – 7 май 1974 (1659 дни)        | Социалдемократ (ГСДП)    | 15 декември 1972 – 7 май 1974       | 7 (1972)                             | ГСДП – СДП                         |                                  |
| 4 | Първият SPD канцлер от 1930 г., начело на Социаллибералната коалиция. Той води предимно Ostpolitik (нова източна политика).               | Вили Бранд (1913 – 1992)          |                                                 |                          |                                     | 7 (1972)                             |                                    |                                  |
| – | | Валтер Шел (1919 – 2016)          | 7 май 1974 - 16 май 1974 (9 дни)                | Свободен демократ (ГСДП) | •                                   | 7 (1972)                             | 7 май 1974 - 16 май 1974           | СДП – ГСДП                       |
| – | Като Вицеканцлер под управлението на Бранд, Шел служи като действащ канцлер след оставката на Бранд.                                      | Валтер Шел (1919 – 2016)          |                                                 |                          |                                     | 7 (1972)                             |                                    |                                  |
| 5 | | Хелмут Шмит (1918 – 2015)         | 16 май 1974 - 1 октомври 1982 (3060 дни)        | Социалдемократ (ГСДП)    | I                                   | 7 (1972)                             | 16 май 1974 - 14 декември 1976     | ГСДП – СДП 6                     |
| 5 | II | Хелмут Шмит (1918 – 2015)         | 16 май 1974 - 1 октомври 1982 (3060 дни)        | Социалдемократ (ГСДП)    | 16 декември 1976 - 4 ноември 1980   | 8 (1976)                             |                                    | ГСДП – СДП 6                     |
| 5 | III | Хелмут Шмит (1918 – 2015)         | 16 май 1974 - 1 октомври 1982 (3060 дни)        | Социалдемократ (ГСДП)    | 6 ноември 1980 - 1 октомври 1982    | 9 (1980)                             |                                    | ГСДП – СДП 6                     |
| 5 | Шмит заменя Бранд като оглавява Социаллибералната коалиция, докато ФДП се връща към дясното крило.                                        | Хелмут Шмит (1918 – 2015)         |                                                 |                          |                                     | 9 (1980)                             |                                    |                                  |
| 6 | | Хелмут Кол (1930 – 2017)          | 1 октомври 1982 - 27 октомври 1998 (5870 дни)   | Християндемократ (ХДС)   | I                                   | 9 (1980)                             | 4 октомври 1982 - 29 март 1983     | CDU/CSU – СДП                    |
| 6 | II | Хелмут Кол (1930 – 2017)          | 1 октомври 1982 - 27 октомври 1998 (5870 дни)   | Християндемократ (ХДС)   | 30 март 1983 - 11 март 1987         | 10 (1983)                            |                                    | CDU/CSU – СДП                    |
| 6 | III | Хелмут Кол (1930 – 2017)          | 1 октомври 1982 - 27 октомври 1998 (5870 дни)   | Християндемократ (ХДС)   | 12 март 1987 - 18 януари 1991       | CDU/CSU – СДП – DSU 7                | 11 (1987)                          |                                  |
| 6 | IV | Хелмут Кол (1930 – 2017)          | 1 октомври 1982 - 27 октомври 1998 (5870 дни)   | Християндемократ (ХДС)   | 18 януари 1991 - 17 ноември 1994    | CDU/CSU – СДП                        | 12 (1990)                          |                                  |
| 6 | V | Хелмут Кол (1930 – 2017)          | 1 октомври 1982 - 27 октомври 1998 (5870 дни)   | Християндемократ (ХДС)   | 17 ноември 1994 - 26 октомври 1998  | CDU/CSU – СДП                        | 13 (1994)                          |                                  |
| 6 | Кол е на поста канцлер за най-дълъг период от време, дори и от Бисмарк; заема този пост по време на Обединението на Германия през 1990 г. | Хелмут Кол (1930 – 2017)          |                                                 |                          |                                     |                                      |                                    |                                  |
| 7 | | Герхард Шрьодер (роден 1944)      | 27 октомври 1998 - 22 ноември 2005 (2583 дни)   | Социалдемократ (ГСДП)    | I                                   | 27 октомври 1998 - 22 октомври 2002  | ГСДП– Зелените                     | 14 (1998)                        |
| 7 | II | Герхард Шрьодер (роден 1944)      | 27 октомври 1998 - 22 ноември 2005 (2583 дни)   | Социалдемократ (ГСДП)    | 22 октомври 2002 - 18 октомври 2005 | 15 (2002)                            | ГСДП– Зелените                     |                                  |
| 7 | По време на протестите през 68 г. Шрьодер оглавява Червено-зеления съюз.                                                                  | Герхард Шрьодер (роден 1944)      |                                                 |                          |                                     |                                      |                                    |                                  |
| 8 | | Ангела Меркел (родена 1954)       | 22 ноември 2005 - 08 декември 2021 5860 дни)    | Християндемократ (ХДС)   | I                                   | 22 ноември 2005 - 28 октомври 2009   | CDU/CSU – ГСДП (Голяма коалиция)   | 16 (2005)                        |
| 8 | II | Ангела Меркел (родена 1954)       | 22 ноември 2005 - 08 декември 2021 5860 дни)    | Християндемократ (ХДС)   | 28 октомври 2009 - 17 декември 2013 | CDU/CSU – СДП                        | 17 (2009)                          |                                  |
| 8 | III | Ангела Меркел (родена 1954)       | 22 ноември 2005 - 08 декември 2021 5860 дни)    | Християндемократ (ХДС)   | 17 декември 2013 - 14 март 2018     | CDU/CSU – ГСДП (Голяма коалиция)     | 18 (2013)                          |                                  |
| 8 | IV | Ангела Меркел (родена 1954)       | 22 ноември 2005 - 08 декември 2021 5860 дни)    | Християндемократ (ХДС)   | 14 март 2018 – 08 декември 2021     | CDU/CSU – ГСДП (Голяма коалиция)     | 19 (2017)                          |                                  |
| 8 | Първата жена канцлер и първата жена от бивша Източна Германия, начело е на Голяма коалиция през първия, третия и четвъртия си мандат.     | Ангела Меркел (родена 1954)       |                                                 |                          |                                     |                                      |                                    |                                  |
| 9 | | Олаф Шолц (роден 1958)            | 08 декември 2021 - действащ                     | Социалдемократ (ГСДП)    | I                                   | 08 декември 2021 – действащ          | ГСДП – Зелените – СДП              | 20 (2021)                        |

3 Свободната демократическа партия (СДП, на немски: FDP) се оттегля от втория кабинет на Аденауер на 23 февруари 1956, но министрите формират FVP за да останат в кабинета.
4 Германската партия (DP) се оттегля от третия кабинет на Аденауер през юли 1960 година.
5 Свободната демократическа партия (СДП, на немски: FDP) се оттегля от втория кабинет на Ерхард на 28 октомври 1966 година.
6 Свободната демократическа партия (СДП, на немски: FDP) се оттегля от третия кабинет на Шмит на 17 септември 1982 година.
7 След обединението на Германия, Ханс Йоаким Валтер се присъединява към третия кабинет на Кол на 3 октомври 1990 година.